# Opera bosco museo di arte nella natura
Opera Bosco Museo di Arte nella Natura è un museo-laboratorio sperimentale all'aperto di arte contemporanea fondato dall’artista Anne Demijttenaere in collaborazione con Costantino Morosin. È stato inaugurato nel 1996 e nel 1997 è  accreditato dall'Assessorato alla Cultura della Regione Lazio ed entra a fare parte del Sistema museale tematico storico-artistico MUSART.
Il percorso del Museo si estende su due ettari di bosco nella Forra della Valle del Treja nel Comune di Calcata, in provincia di Viterbo.
Gli artisti, estendendo il concetto di estetica all'ecosistema, utilizzano esclusivamente i materiali naturali grezzi del bosco nella realizzazione delle opere.
Opera Bosco ha anche una vocazione itinerante e realizza regolarmente installazioni di Arte nella Natura in altri luoghi in Italia e all'estero. Un sistema di governo del paesaggio che estende il concetto di estetica all'ecosistema impiegando sempre solo materiali propri del territorio e tecniche di ingegneria naturalistica. Opere e siti "curati" con la manutenzione creativa che, annullando la differenza tra contenitore e contenuto, evidenziano il connubio estetica-manutenzione come attività fondamentale alla gestione del paesaggio e come esempio paradigmatico dello sviluppo di una società ecologica.
Anne Demijttenaere cura e organizza annualmente laboratori in collaborazione con accademie di belle arti e ospita gruppi di studenti in residenza a Calcata o in altri luoghi. Nel 2014 Anne ha curato e partecipato al progetto VeneziArchiNature sull’Isola della Certosa come evento collaterale promosso dal MIBACT all'occasione della Biennale di Architettura Venezia 2014 e Terra. Terra sempre promosso dal MIBACT realizzato sull'Isola di San Secondo a Venezia nel 2015 in concomitanza con la Biennale di Arte Contemporanea.
Opera Bosco è Menzione del Premio Paesaggio del Consiglio d'Europa 2010/2011, 2012/2013 e 2014/2015.

## Opere significative
- Porta, 1996, Anne Demijttenaere
- Fonte Viva, 1996, Costantino Morosin
- Stanza Naturale, 1996, Costantino Morosin
- Il Teatro di Pan, 1996, Anne Demijttenaere
- Televisore, 1997, Costantino Morosin
- Puledro, 2010, Anne Demijttenaere